# Montes Mesa
Los montes Mesa (en polaco: Góry Stołowe, en alemán: Heuscheuergebirge, en checo: Stolové hory) son una cadena montañosa de 42 km de largo perteneciente a los Sudetes centrales. Se encuentran situados entre Polonia y la República Checa, constituyendo la parte polaca la zona protegida del parque nacional de los Montes Mesa. Su pico más alto es el Szczeliniec Wielki (919 m).
La cordillera es de piedra arenisca. Son de especial interés turístico las formaciones montañosas Błędne Skały y Szczeliniec Wielki.

## Galería de fotos

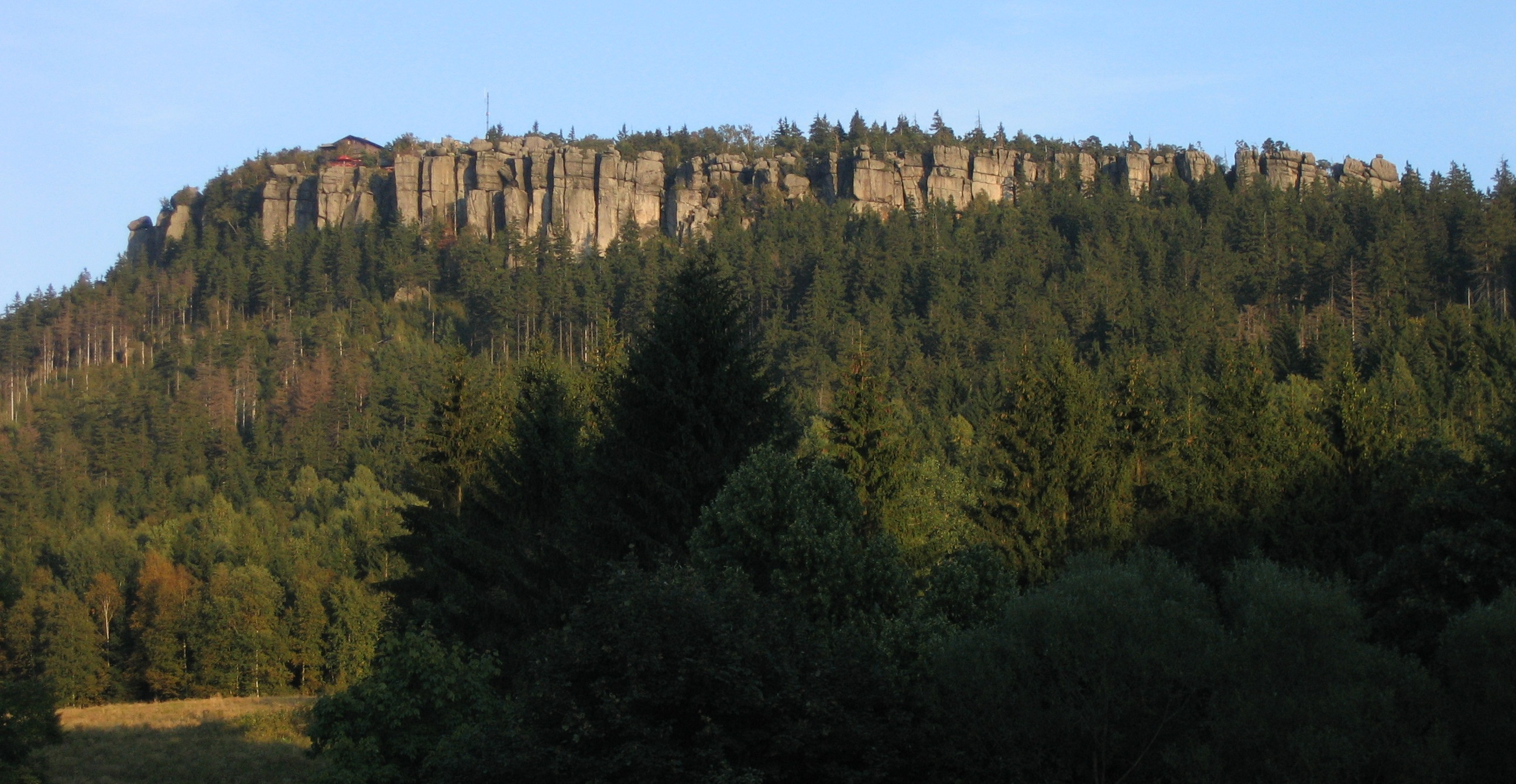
El monte Szczeliniec Wielki visto desde la República Checa
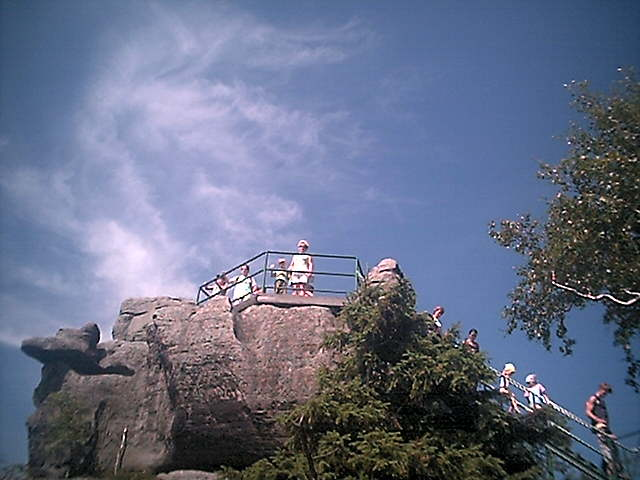
Mirador occidental del monte Szczeliniec Wielki, visto desde Karłów
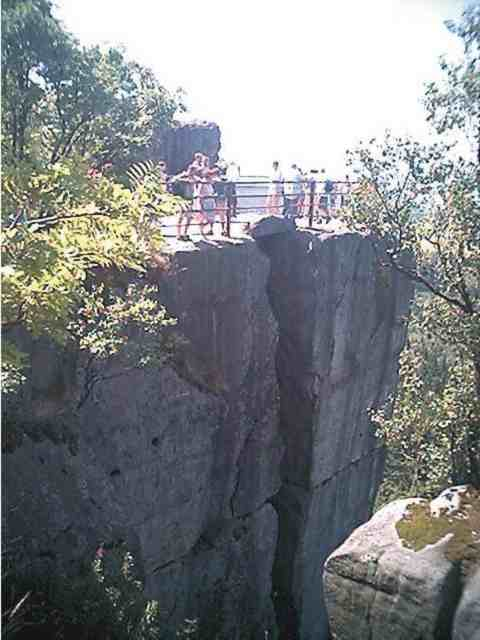
Vista del mirador occidental desde el monte Szczeliniec Wielki
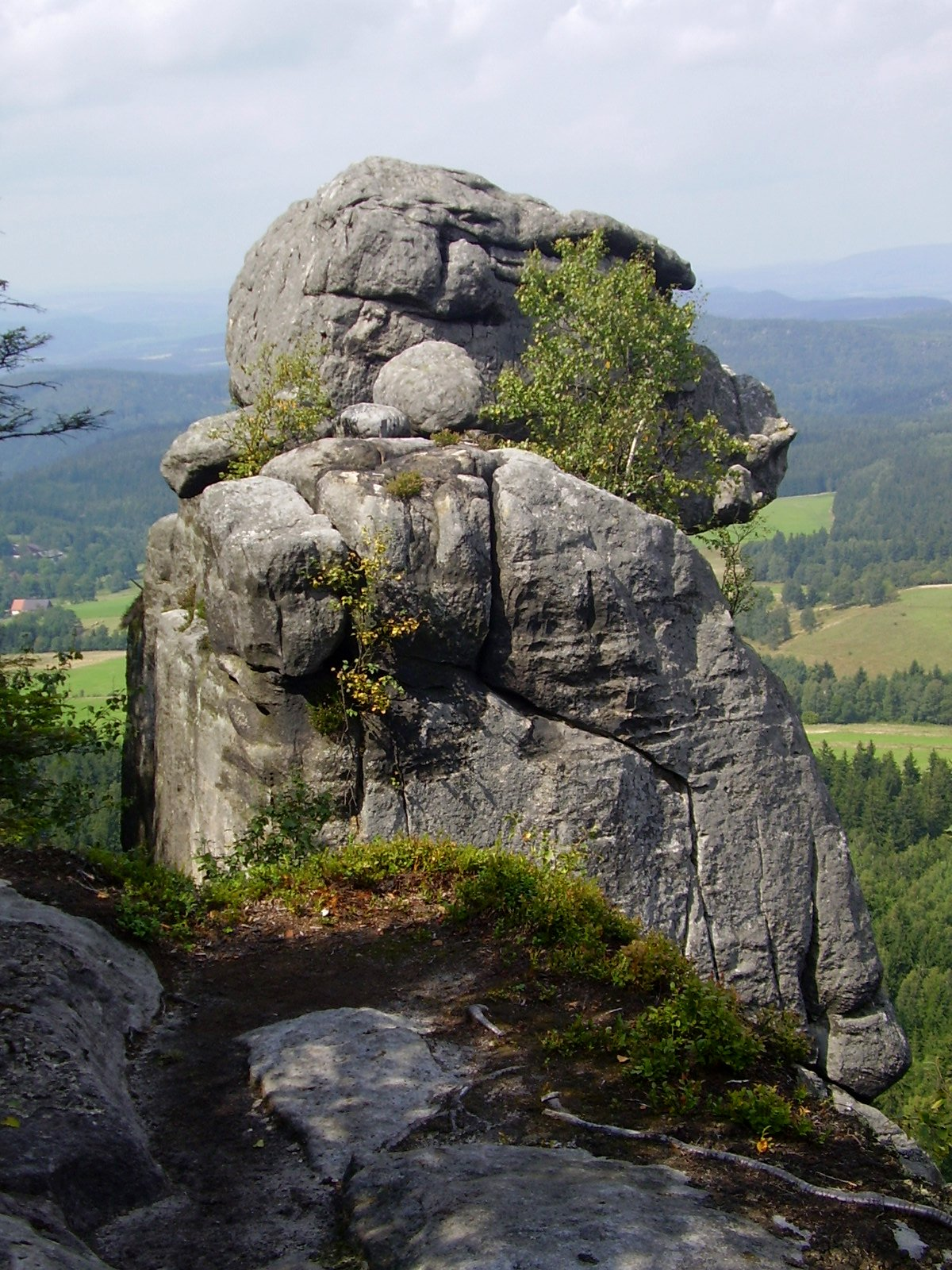
"Roca del Mono" en el monte Szczeliniec Wielki
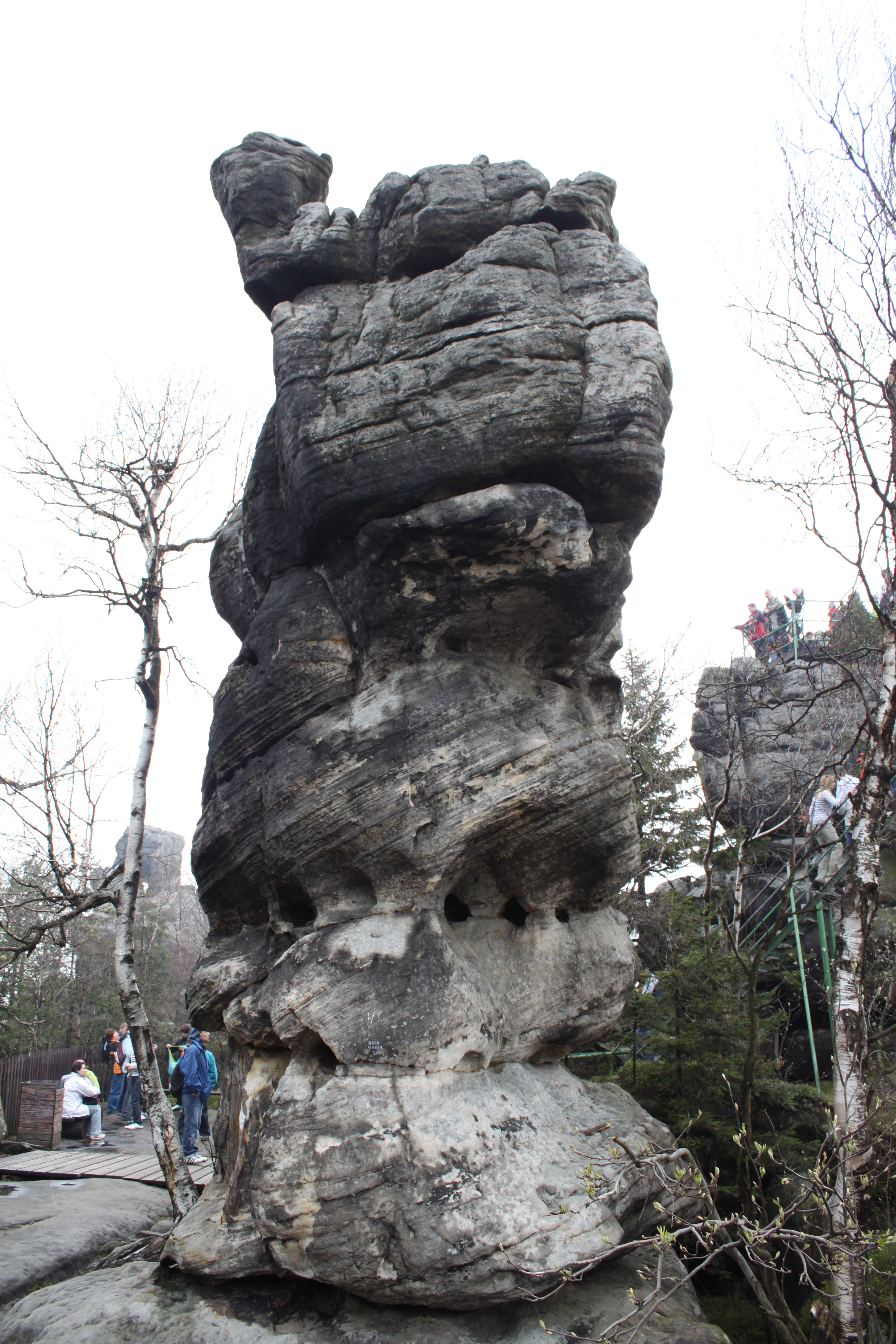
"Roca del Camello" en el monte Szczeliniec Wielki
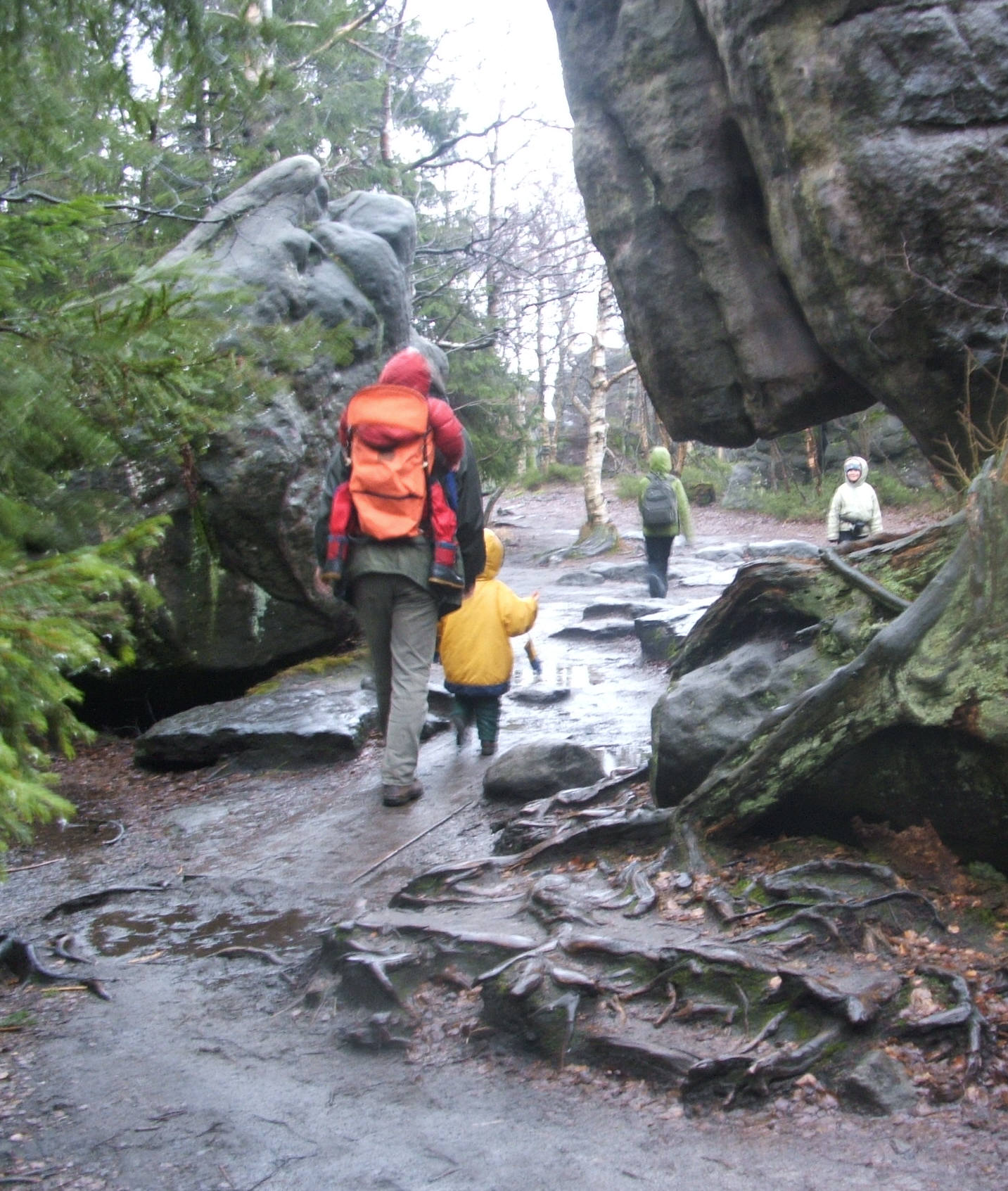
Sendero en el monte Szczeliniec Wielki